# Bertrand Besigye
Bertrand Besigye (ur. 24 października 1972 w Kampali, w Ugandzie) − pisarz norweski.
Besigye wychował się w Norwegii zadebiutował w 1993 tomikiem wierszy Og du dør så langsomt at du tror du lever (I umierasz tak długo, że wydaje ci się, że żyjesz), za który otrzymał prestiżową nagrodę dla debiutujących pisarzy Tarjei Vesaas' debutantpris. Tomik spotkał się z dużym zainteresowaniem, stając się bestsellerem na norweskim rynku księgarskim, co jest niespotykanie rzadkie w przypadku zbioru wierszy. 

## Utwory
- Og du dør så langsomt at du tror du lever (wiersze), 1993
- Krystallisert sollys (wiersze), 2003
- Svastikastjernen (powieść), 2004